# سعيد نفاع
ولد سعيد نفاع (بالعبرية: סעיד נפאע) يوم 01-04-1953 في قرية بيت جن الرابضة في أحضان الجرمق أعلى جبال بلادنا، لأب فلسطيني ولأم سورية لاجئة على لأثر استشهاد جده في الثورة السورية الكبرى 1925.
أتمم دراسته الابتدائية في مدرستها الابتدائية عام 1967 وفيها تغذت أفكاره.
أبتلي العرب الدروز في أل-48 بمؤامرة تجنيدهم إجباريا بقوة القانون الإسرائيلي، وكونه ينتمي لهذه الشريحة من شعبنا العربي الفلسطيني ما أن بلغ الثامنة عشرة حتى كان عليه ان يواجه هذا المصير، فدامت معركته معه أربع سنوات عجاف سجن خلالها أربع مرات إلى أن تخلص من هذه المصيبة، فنذر نفسه لمقاومتها طالما بقي على هذه الحياة.
في سنة 1972 وخلال تواجد مجموعة من الشباب الرافضين في السجن ومنهم نجل الشيخ فرهود، والذي على خلفية سجنهم أطلق دعوته لتشكيل لجنة المبادرة الدرزية ووقف على رأسها، والتي انضموا إليها في السجن وركزت أعمالها لاحقا عامي 80\1981. تزامن مع إضراب الهوية الجولاني الكبير، فمنع بأمر عسكري من الدخول إلى الجولان المحتل.
في سنة 2000 وعلى ضوء الترهل الذي حصل في مقاومة المؤامرة واشتدادها أسسنا ميثاق المعروفيين الأحرار والذي ما زال يترأسه، لتجذير وترسيخ عروبة الدروز في أل-48، عبر تأطير الوطنيين الأحرار مقاومة لمحو لذاكرة أجيالنا الوطنية القومية عبر التجنيد الإجباري ومناهج التدريس التجهيلية.
في سنة 1978 التحق نفاع بكلية الحقوق في جامعة تل أبيب ليتخرج منها عام 1983 حاصلا على شهادة الحقوق، ومنذ ذلك الحين يزاول المهنة، تلازما مع نشاطه السياسي وأخره عضو المكتب السياسي ورئيس المجلس العام للتجمع الوطني الديمقراطي.
في الأعوام 1992 -1989 انتخب نفاع نائبا وثم رئيسا للمجلس البلدي لقريته بيت جن. أعلن عن مبادرة في عام 2001 هدفت إلى إنهاء تجنيد الدروز في الجيش الإسرائيلي وتعزيز هوية الطائفة كجزء لا يتجزأ من السكان العرب الفلسطينيين في إسرائيل والشعب الفلسطيني ككل.
بدأ كتابته للقصة القصيرة والمقالة الصحفية في نهاية عقده الثاني، وما زال يمارسها وله العشرات منها.
في عام 2000 أصدر ثمانيته القصصية الأولى - نكبة الدوري.
في عام 2006 الثمانية الثانية - الحائل.
في عام 2014 - لفظ اللجام.
في عام 2011 - مأتم في الجنة.
تحت الطباعة كتاب دراسي نشر بعض فصوله: العرب الدروز والحركة الوطنية الفلسطينية حتى أل- 48.
دخل نفاع الكنيست في 25-4-2007 عن التجمع الوطني الديمقراطي بعد استقالة المفكر الدكتور عزمي بشارة. وكان عضوا في لجنة الدستور والقانون والقضاء.
أتهمت إسرائيل نفاع في نهاية فبراير 2012 بأن نفاع كان ضيف شرف لبشار الأسد ونظامه في سوريا، وبحسب الإسرائيليين، التقى نفاع أيضًا مع طلال ناجي، الأمين العام للجبهة الشعبية لتحرير فلسطين - القيادة العامة، أثناء وجوده في سوريا.